# Leonardo Moreira
Leonardo Moreira (* 4. Februar 1986 in Minas Gerais), mit vollständigen Namen Leonardo Augusto Vieira Moreira und japanisch 盛礼良 レオナルド Moreira Leonardo, ist ein ehemaliger japanischer Fußballspieler mit brasilianischen Wurzeln auf der Position eines Stürmers.

## Karriere
Moreira erlernte das Fußballspielen in der Schulmannschaft der Aomori Yamada High School. Seinen ersten Vertrag unterschrieb er 2005 beim Japan Soccer College. 2007 wechselte er zum Zweitligisten Sagan Tosu. Für den Verein absolvierte er 54 Ligaspiele. 2009 unterschrieb er wiederum beim Ligakonkurrenten Tokyo Verdy und kam anschließend dreimal zum Einsatz. Im August 2009 wechselte er zum Ligakonkurrenten Tochigi SC. Für den TSC absolvierte er 24 Ligaspiele. Im Juli 2010 zog es ihn zum Ligakonkurrenten Giravanz Kitakyushu. Für den Verein absolvierte er 61 Ligaspiele. 2013 wechselte er zu Japan Soccer College. 2014 wechselte er zum Drittligisten Blaublitz Akita. Im Juli 2015 erlangte Moreira dann die japanische Staatsbürgerschaft. Für den Verein absolvierte er 26 Ligaspiele.